# Phyllanthus stipularis
Phyllanthus stipularis är en emblikaväxtart som beskrevs av Elmer Drew Merrill. Phyllanthus stipularis ingår i släktet Phyllanthus och familjen emblikaväxter.
Artens utbredningsområde är Filippinerna. Inga underarter finns listade i Catalogue of Life.